# Кечуаски езици
Кечуаските езици е семейство от близки помежду си езици и диалекти в Южна Америка.
В зависимост от това какво разграничение се прави между език и диалект, могат да се преброят от два до 46 кечуаски езика. Най-известен е диалектът кечуаският диалект куско (Qusqu-Qullaw), който в по-ранен негов вариант е бил официален език в империята на инките.
Кечуаските езици, особено по-южните представители, използват множество думи, сходни с аймарските езици. Поради тази причина двете езикови семейства често биват обединявани в обща група – кечумара (Quechumaran). Това обединение обаче се счита за противоречиво, като общите думи се обясняват лесно с интензивното общуване между двете езикови групи.

## Класификация
Езиковото семейство се разделя на няколко подгрупи, като конкретната систематизация е обект на спорове и често се променя:
- кечуа I или кечуа B, или централен кечуаски или уейуаш, говорени в централните планини на Перу, както и по крайбрежието му.
  - най-разпространените разновидности са хуайла анкаш, хуайла уанка, севернокончуски анкаш и южнокончукски анкаш.
- кечуа II или кечуа A, или перифирен кечуаски, или уанпуна, който се разделя на
  - юнкай кечуа или кечуа II A, говорен в северните планини на Перу. Най-разпространеният диалект е кахамарка.
  - северен кечуаски или кечуа II B, говорен в Еквадор, Северно Перу и Колумбия
    - най-разпространените разновидности са чимборасо кичуа и имбабура кичуа.

  - южен кечуаски или кечуа II C, говорен в Боливия, Южно Перу, Чили и Аржентина.
    - най-разпространените разновидности са южноболивийски, куско, аякучо и пуно.

## Произход
Поради множество причини се смята, че езикът се е зародил някъде в Централно Перу, а не в областта Куско, както често се посочва. Инките само частично допринасят за разпространението на кечуа (най-вече в Боливия). Кечуаски езици са се говорили в северната част на Куско още преди инките да пристигнат там.

## Примери
Сравнителна таблица между различни кечуаски диалекти:
|            | Стандартизиран южнокечуаски | Аякучо | Куско  | Боливия | Еквадор | Кахамарка | Сан Мартин | Хунин  | Анкаш  |
| десет      | chunka                      | chunka | chunka | chunka  | chunga  | trunka    | chunka     | trunka | chunka |
| сладко     | misk'i                      | miski  | misk'i | misk'i  | mishki  | mishki    | mishki     | mishki | mishki |
| (той) дава | qun                         | qun    | qun    | qun     | kun     | qun       | kun        | un     | qun    |
| едно       | huk                         | huk    | hux    | ux      | shuk    | suh       | suk        | huk    | huk    |
| бяло       | yuraq                       | yuraq  | yuraq  | yuraq   | yurak   | yuraq     | yurak      | yulaq  | yuraq  |